# Cyanoramphus zealandicus
El perico de Tahití o perico de frente negra (Cyanoramphus zealandicus) una especie extinta de ave psitaciforme de la familia Psittaculidae endémica de la isla de Tahití.

## Descripción

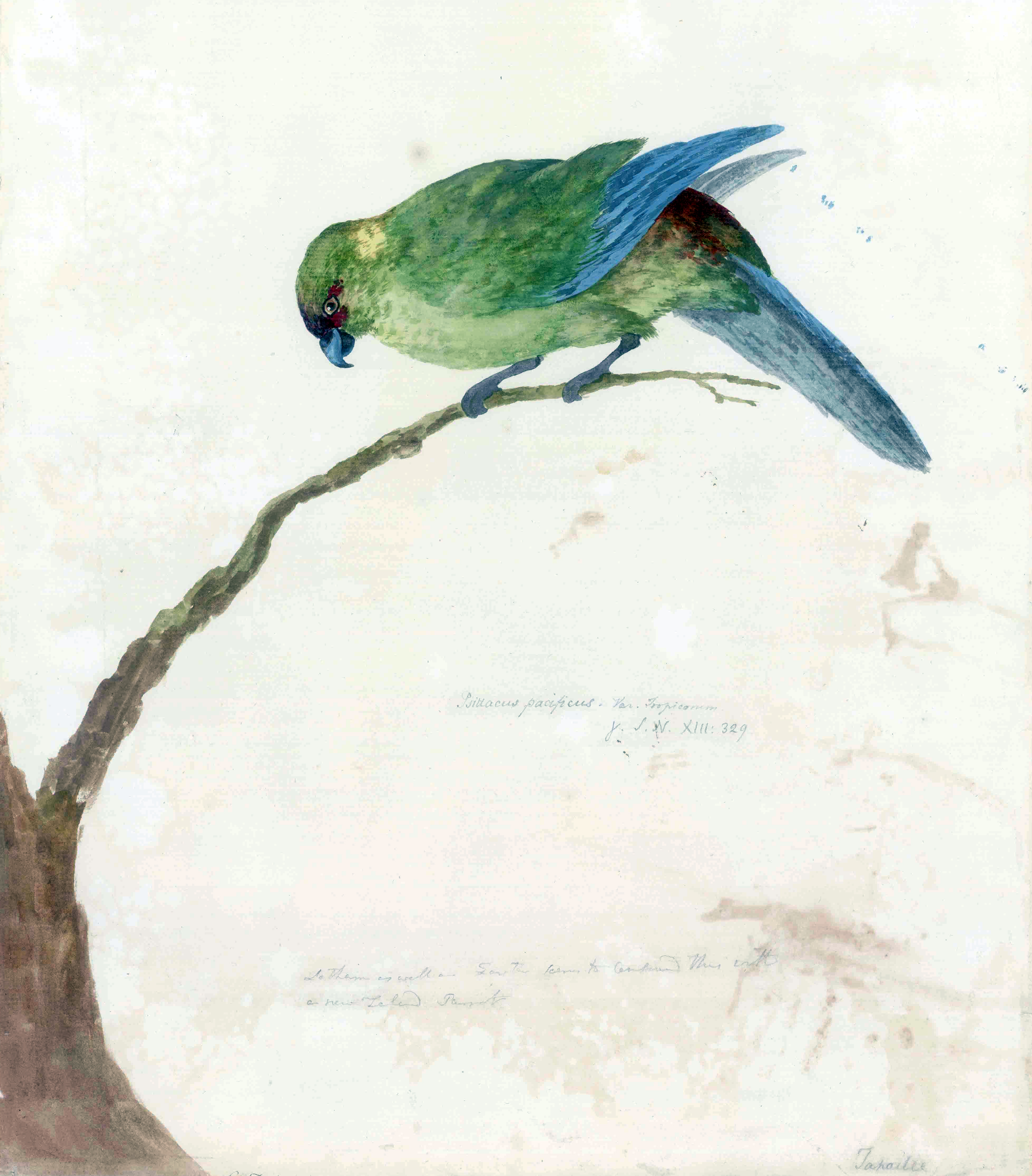
Acuarela de Georg Forster.

El perico de Tahití medía alrededor de 25 cm de largo, incluida su larga cola. Su plumaje era principalmente verde, con las plumas primarias y las réctrices de color azul violáceo. Presentaba el lorum y una pequeña lista postocular roja. A diferencia del resto de sus congéneres tenían la frente negra, en lugar de roja o amarilla. En cambio su obispillo sí era rojo.

## Descubrimiento y Extinción
Fue descubierto por los europeos en el primer viaje de James Cook en 1769 y fue descrito científicamente por John Latham en 1790. Como su pariente el perico de Raiatea (también extinto), los pericos de Tahití habitaban en los bosques, a pesar de lo cual según testificó en su informe Georg Forster en 1773, eran capaces de sobrevivir en bastante cantidad habiéndose ya extendido la deforestación de la isla para la agricultura y la presencia de las ratas de la Polinesia y los cerdos, que sin duda en ocasiones depredaban sobre los huevos de esta especie. Los nativos de Tahití, que valoraban las plumas rojas de loro sobre cualquier otra para sus tocados, las conseguían comerciando con los samoanos, ya que las pocas del perico de Tahití eran de baja calidad. Sin embargo, les gustaba tener a esta especie como mascota. Tras la introducción de los gatos y ratas europeas la especie sucumbió rápidamente a estos nuevos depredadores.
De las expediciones de Cook se conservan dos especímenes en Liverpool y uno en el museo zoológico de Walter Rothschild de Tring. Dos de ellos, el espécimen de Liverpool y el Tring, podrían haberse recolectado en el segundo viaje de Cook en 1773, pero el ejemplar tipo fue pintado por Sydney Parkinson que murió en 1771. Existe otro espécimen recolectado por Amadis en 1842, y que se conserva en el museo de Perpiñán. El último espécimen conocido fue recolectado en 1844 por el teniente des Marolles, y se ubica en el Museo Nacional de Historia Natural de Francia, París.